# Kirche von Brattahlíð

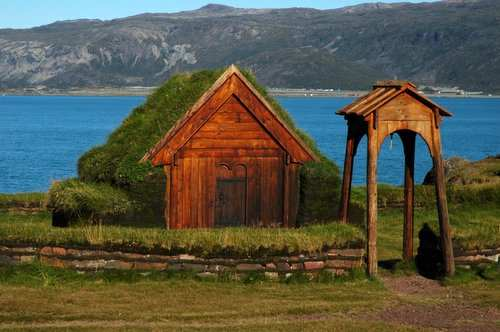
Die rekonstruierte Kirche (Bau I, Tjodhildes Kirche)

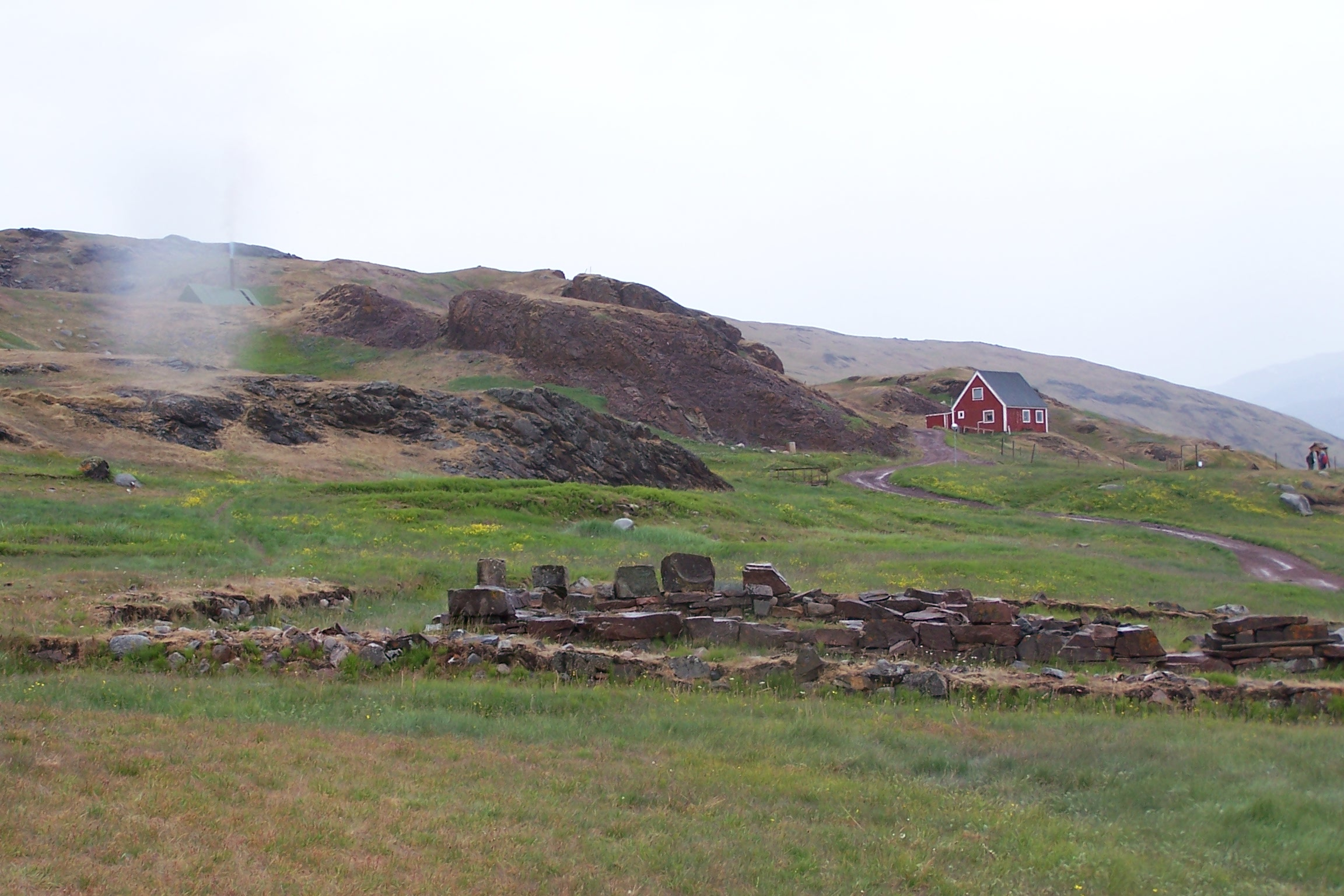
Die Kirchenruine (Bau III)

Die Kirche von Brattahlíð ist die Ruine einer Kirche der Grænlendingar in Qassiarsuk auf Grönland. Sie wurde als einzige mittelalterliche Kirche Grönlands rekonstruiert.

## Geschichte
Die Kirche von Brattahlíð gilt als der älteste christliche Sakralbau Grönlands und soll im späten 10. Jahrhundert durch Þjóðhildr, die Ehefrau Eriks des Roten, errichtet worden sein. Archäologische Grabungen in Brattahlíð haben die Überreste bzw. Grundmauern von drei nacheinander errichteten Gotteshäusern zu Tage gefördert. Sichtbar ist heute die Rekonstruktion von Bau I sowie die Ruine von Bau III mit der Ruine der umgebenden Kirchhofsmauer.
Bau I entstand mit Wänden aus Grassoden und einem Dach aus Holz. Ein Westabschluss ist nicht nachweisbar, vermutlich befand sich im Eingangsbereich eine Holzkonstruktion, wie dies auch bei vielen späteren grönländischen Steinkirchen der Fall war. Eine C14-Datierung der Begräbnisse auf dem Kirchhof ergab einen Beginn der Bestattungen im Jahr 976.
Dieses Gotteshaus wurde um das Jahr 1200 durch einen romanischen Kirchenbau (Bau II) in unmittelbarer Nachbarschaft ersetzt. Der Bau kann möglicherweise in Zusammenhang mit der Errichtung des Bistums Gardar und der Ankunft der ersten Bischöfe auf Grönland im Zusammenhang stehen, die eine rege Bautätigkeit auslösten. Die Datierung ist jedoch kontrovers und es wird auch eine Erbauung vor der Ankunft des ersten Bischofs Arnaldur im Jahr 1126 diskutiert. Die neue Kirche in Brattahlíð war eine Saalkirche mit einer rechteckigen Apsis im Osten. Die Westwand war vermutlich eine Holzkonstruktion.
Diese Kirche wurde nach 1300 durch den größeren Bau III ersetzt, der typisch für den grönländischen Kirchenbau in seiner letzten Phase vor dem Untergang der Grænlendingar einen rechteckigen Grundriss aufweist. Beim Bau dieser Kirche wurde die Ausrichtung nach Osten korrigiert. In der Südwand befinden sich zwei Eingänge, der östliche Eingang dürfte die Priesterpforte gewesen sein.